# Irving Rubirosa
Irving Rubirosa Serrano (Chimalhuacán, Estado de México, 3 de mayo de 1979). Es un exfutbolista mexicano que juega de centrocampista.

## Trayectoria
Debuta con el Club de Fútbol Atlante en el Verano 1999. Sin embargo, durante los torneos de Invierno 99, Verano 2000 y Verano 2001 los jugó con el Acapulco FC de la Primera División A y no es hasta el Clausura 2003 cuando consigue demostrar su gran nivel y se convierte en pieza importante del club. 
En el Clausura 2004 fue dirigido por José Luis Trejo en los Jaguares de Chiapas al ser negociado en un intercambio con Fernando Martel. Al principio, se mostró inconforme con su traspaso, pero todo cambió con la gran temporada del equipo que culminó como superlíder y fue una grata sorpresa. 
Para el Apertura 2004 pasó al Monarcas Morelia y para el Apertura 2005 fue adquirido por el Deportivo Toluca, club en el que no tuvo participación, durante a principios de 2006 estuvo con el Club León de la Primera A por seis meses y en el Apertura 2006 vuelve a Jaguares con ganas de demostrar su valía.
Para el Apertura 2007 llega a CF Monterrey sin jugar encuentros alternando con el club de la división de ascenso el Rayados A y luego se fue al CF Indios, club con el que logra el ascenso a primera división sin embargo no entró en planes y para el siguiente torneo lo disputó con el Potros Chetumal y el Bicentenario 2010 lo militó con el Atlante UTN, equipo con el que cual colgó los botines.
Tras su retiro, Rubirosa asumió el puesto de Director Operativo de los Pioneros de Cancún, y posteriormente se convirtió en DT del club, puesto que dejó vacante en diciembre de 2016. A partir de ese momento asumió el cargo en Oaxaca a quienes llevó a su primer campeonato en el Apertura 2017. En junio de 2018 se convirtió en el director técnico de Cafetaleros de Tapachula, en donde permaneció hasta agosto del mismo año. En julio de 2020 vuelve a la dirección técnica al ser nombrado al frente del Tlaxcala Fútbol Club para guiar al equipo en la nueva Liga de Desarrollo de México. 
La dirigencia de Xelajú MC de Guatemala confirmó este miércoles al mexicano, Irving Rubirosa, como nuevo técnico del plantel mayor, en sustitución del guatemalteco Antonio Morales.

## Selección nacional
Su buena forma lo ha llevado a ser convocado a la Selección Nacional, durante el proceso de Ricardo La Volpe y estuvo en 5 partidos internacionales todos ellos en 2003 y fue seleccionado sub-23 donde jugó los Juegos Panamericanos de 1999.

### Partidos con la Selección
| # | Fecha                 | Rival          | Sede        | Estadio                       | Resultado | Competición |
| - | --------------------- | -------------- | ----------- | ----------------------------- | --------- | ----------- |
| 1 | 30 de abril de 2003   | Brasil         | Jalisco     | Estadio Jalisco               | 0 - 0     | Amistoso    |
| 2 | 8 de mayo de 2003     | Estados Unidos | Houston     | Reliant Stadium               | 0 - 0     | Amistoso    |
| 3 | 6 de julio de 2003    | El Salvador    | Carson      | StubHub Center                | 1 - 2     | Amistoso    |
| 4 | 20 de agosto de 2003  | Perú           | Los Ángeles | Los Angeles Memorial Coliseum | 1 - 3     | Amistoso    |
| 5 | 15 de octubre de 2003 | Uruguay        | Chicago     | Soldier Field                 | 0 - 2     | Amistoso    |

## Clubes
| Club                     | País   | Año       |
| ------------------------ | ------ | --------- |
| Club de Fútbol Atlante   | México | 1999      |
| Inter de Acapulco        | México | 1999-2000 |
| Club de Fútbol Atlante   | México | 2000      |
| Inter de Acapulco        | México | 2001      |
| Club de Fútbol Atlante   | México | 2001-2003 |
| Jaguares de Chiapas      | México | 2004      |
| Monarcas Morelia         | México | 2004-2005 |
| Deportivo Toluca         | México | 2005      |
| Club León                | México | 2006      |
| Jaguares de Chiapas      | México | 2006-2007 |
| Club de Fútbol Monterrey | México | 2007      |
| *Rayados A               | México | 2007      |
| Club de Fútbol Indios    | México | 2008      |
| Potros Chetumal          | México | 2008      |
| Atlante UTN              | México | 2010      |

### Como entrenador
| Título     | Club      | País   | Año  |
| ---------- | --------- | ------ | ---- |
| Ascenso MX | Alebrijes | México | 2017 |